# 中部労災病院
独立行政法人労働者健康安全機構 中部労災病院（どくりつぎょうせいほうじんろうどうしゃけんこうふくしきこう ちゅうぶろうさいびょういん）は、愛知県名古屋市港区港明一丁目にある独立行政法人労働者健康安全機構が運営する病院である。
移転前の旧病棟では全面的に「労災」表記を用いていた。現在の看板や公式サイト等で「ろうさい」表記を用いるが、正式名称ではないことに留意する必要がある（独法本部で用いる名称や医療法上の名称はあくまで「中部労災病院」）。最寄りのバス停も漢字の「労災病院前」である。

## 沿革
- 1955年（昭和30年）3月22日 - 開院。
- 2008年（平成20年）4月 - 新病棟に移転。

## 診療科目・専門外来
この節の出典

### 内科系診療部門
- 総合内科
- 呼吸器内科
- 腎臓内科
- 糖尿病・内分泌内科
- 心療内科
- 精神科
- 神経内科
- 消化器内科
- 循環器内科
- 小児科
- リウマチ・膠原病科
- 女性診療科

### 外科系診療部門
- 外科・消化器外科
- 呼吸器外科
- 整形外科
- 形成外科
- 皮膚科
- 脳神経外科
- 心臓血管外科
- 泌尿器科
- 産婦人科
- 眼科
- 皮膚科
- 耳鼻咽喉科
- リハビリテーション科

### その他の診療部門
- 放射線科
- 麻酔科
- 歯科口腔外科
- 検査科
- 病理診断科
- 救急部

### 専門診療
- 勤労者メンタルヘルスセンター
- 働く女性メディカルセンター

## 医療機関の認定
下表の出典
| 保険医療機関 |
| 高齢者の医療の確保に関する法律（昭和57年法律第80号）第7条第1項に規定する医療保険各法及び同法に基づく療養等の給付の対象とならない医療並びに公費負担医療を行わない医療機関 |
| 労災保険指定医療機関 |
| 指定自立支援医療機関（更生医療） |
| 指定自立支援医療機関（育成医療） |
| 指定自立支援医療機関（精神通院医療） |
| 身体障害者福祉法指定医の配置されている医療機関 |
| 生活保護法指定医療機関 |
| 指定小児慢性特定疾病医療機関 |
| 難病の患者に対する医療等に関する法律（平成26年法律第50号）に基づく指定医療機関                                                                                           |
| 原子爆弾被害者医療指定医療機関 |
| 原子爆弾被害者一般疾病医療取扱医療機関 |
| 公害医療機関 |
| 母体保護法指定医の配置されている医療機関 |
| 地域医療支援病院 |
| 災害拠点病院 |
| 臨床研修病院 |
| 臨床修練病院等 |
| DPC対象病院 |

救急告示病院（二次救急）、災害拠点病院（地域）に指定されており、2019年（令和元年）度救急車搬送患者数は3,774人である。
各種法令による指定・認定病院であるとともに、各学会の認定施設でもある。
- がん診療拠点病院（愛知県知事指定）[5]
- 地域医療支援病院[6]
- 公益財団法人日本医療機能評価機構認定病院（3rdG：Ver.1.1（3回目、2015年（平成27年）10月2日認定、2020年（令和2年）9月25日認定有効期限））[7]
- NPO法人卒後臨床研修評価機構（JCEP）認定証発行病院[8]

## 認定専門医人数
下表の出典
| 専門領域                   | 人数 |
| -------------------------- | ---- |
| 整形外科専門医             | 10   |
| 麻酔科専門医               | 5    |
| 放射線科専門医             | 1    |
| 眼科専門医                 | 1    |
| 産婦人科専門医             | 3    |
| 耳鼻咽喉科専門医           | 3    |
| 泌尿器科専門医             | 3    |
| 形成外科専門医             | 1    |
| 病理専門医                 | 2    |
| 総合内科専門医             | 18   |
| 外科専門医                 | 9    |
| 糖尿病専門医               | 5    |
| 肝臓専門医                 | 2    |
| 感染症専門医               | 2    |
| 救急科専門医               | 1    |
| 循環器専門医               | 6    |
| 呼吸器専門医               | 3    |
| 消化器病専門医             | 3    |
| 腎臓専門医                 | 2    |
| 小児科専門医               | 3    |
| 口腔外科専門医             | 1    |
| 内分泌代謝科専門医         | 1    |
| 消化器外科専門医           | 3    |
| 細胞診専門医               | 2    |
| 透析専門医                 | 1    |
| 脳神経外科専門医           | 2    |
| リハビリテーション科専門医 | 4    |
| 呼吸器外科専門医           | 2    |
| 消化器内視鏡専門医         | 1    |
| 神経内科専門医             | 5    |
| リウマチ専門医             | 6    |
| 気管支鏡専門医             | 2    |
| アレルギー専門医           | 1    |
| 婦人科腫瘍専門医           | 1    |
| 周産期（新生児）専門医     | 1    |
| 心療内科専門医             | 1    |
| 精神科専門医               | 1    |

## 附属施設
- 中部労災看護専門学校
- 労災リハビリテーション工学センター

## 交通アクセス
- 名古屋市営地下鉄名港線 港区役所駅下車、徒歩で約7分[9]。
- 名古屋市営バス「労災病院前」もしくは「港区役所」停留所下車[9]。
- 名古屋高速4号東海線 港明出入口もしくは木場出入口[9]。